# IEEE 830

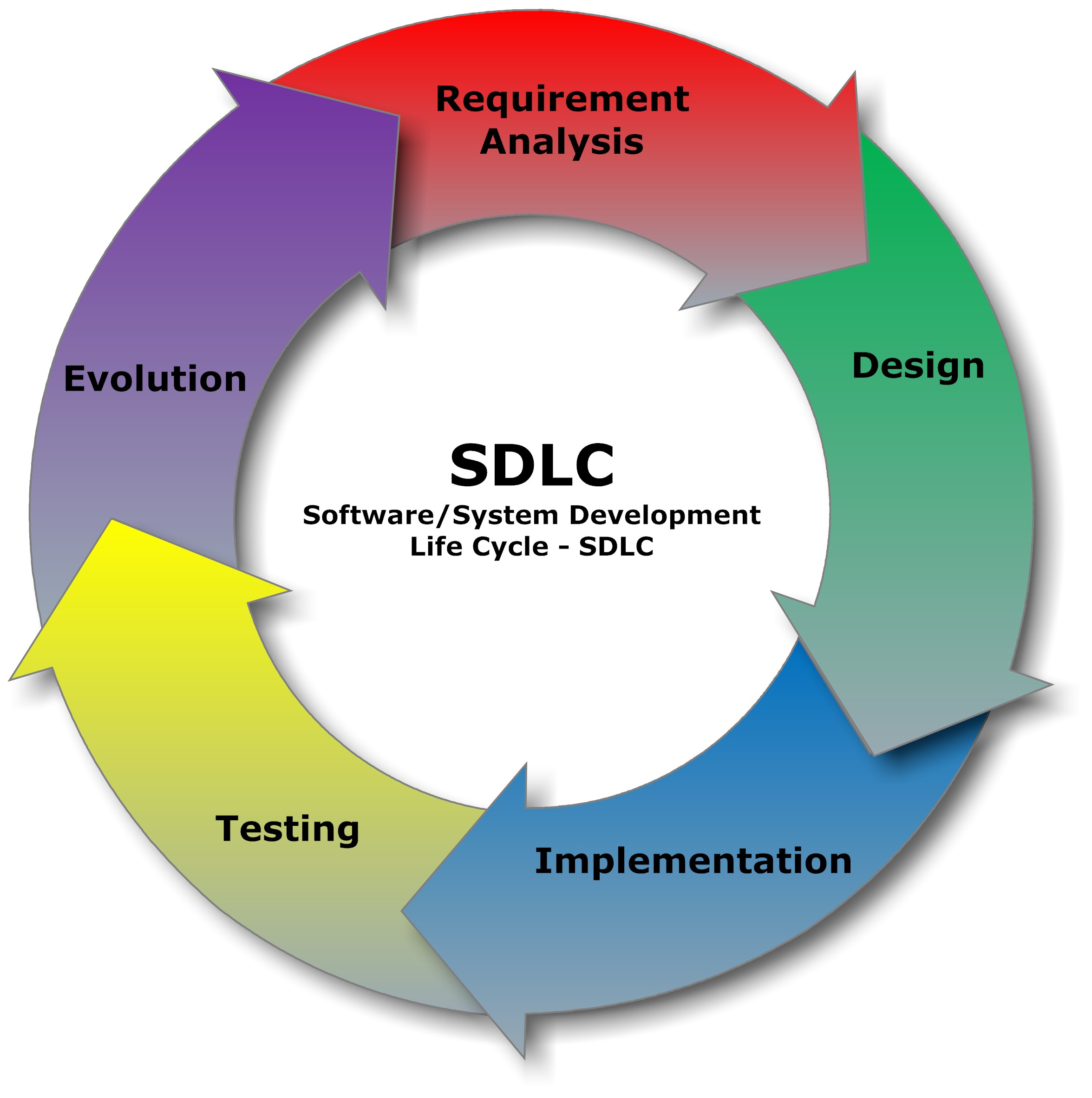
FIg.1 Disseny de programari

IEEE 830 (també l'acrònim SRS, Software Requirements Specification) és una normativa del IEEE que recomana uns requeriments per la realització d'especificacions de programari. Els requeriments IEEE 830 asseguren un compliment rigorós de les especificacions de client abans que comenci el desenvolupament del codi de programa.

## Estructura
Un exemple d'organització d'un SRS:
- Propòsit
  - Definicions
  - Resum del sistema
  - Referències
- Descripció general
  - Perspectiva de producte 
    - Interfícies del sistema
    - Interfície d'usuari
    - Interfície del maquinari
    - Interfície del programari
    - Interfície de comunicacions
    - Limitacions de memòria

  - Limitacions del disseny
    - Operacions
    - Requeriments d'adaptació al lloc

  - Funcions del producte
  - Característiques d'usuari
  - Límits, assumpcions i dependències
- Requeriments específics
  - Requisits d'interfície externa
  - Requeriments funcionals
  - Requeriments de prestacions
  - Requeriments de la base de dades lògica
  - Atributs de sistema de programari
    - Fiabilitat
    - Disponibilitat
    - Seguretat
    - Mantenibilitat
    - Portabilitat

  - altres...